# Burning Gold
"Burning Gold" là một bài hát được thu âm bởi nữ ca sĩ-người viết bài hát người Mỹ Christina Perri cho album phòng thu thứ hai của cô, Head or Heart (2014). Bài hát được sáng tác bởi Perri, Kid Harpoon, với phần sản xuất do John Hill và Butch Walker thực hiện. Bài hát ban đầu được phát hành trên cửa hàng iTunes Store dưới dạng đĩa đơn quảng bá cho album Head or Heart vào ngày 11 tháng 3 năm 2014, sau đó lại được phát hành làm đĩa đơn chính thức thứ hai của album vào ngày 9 tháng 6 năm 2014. "Burning Gold" được sử dụng trong tập thứ bảy của phim truyền hình Mỹ The Fosters mùa thứ hai.

## Nội dung
"Burning Gold" là một bài hát theo thể loại nhạc pop rock với nhịp độ trung bình và tổng độ dài là ba phút bốn mươi bốn giây. Bài hát được biên soạn trên khóa Sol trưởng, với giọng hát dao động từ nốt E3 tới E5. Cũng tương tự như đĩa đơn trước đó là "Human" với phần nhạc nền chủ yếu là âm thanh dương cầm, "Burning Gold" còn kết hợp thêm các âm thanh của đàn ukulele. Mike Wass từ Idolator đã có một sự so sánh giữa "Burning Gold" với bài hát "Brave" nổi tiếng của Sara Bareilles về cả phần chủ đề lẫn biên khúc.

## Danh sách bài hát
Tải nhạc số
- "Burning Gold" — 3:44

Burning Gold Remixes — EP
- "Burning Gold (Grouplove & Captain Cuts Remix)" — 3:47
- "Burning Gold (Bit Funk Remix)" — 4:52
- "Burning Gold (Addal Remix)" — 4:52
- "Burning Gold (Autograf Remix)" — 5:33
- "Burning Gold (Stint Remix)" — 3:44

## Video âm nhạc
Video âm nhạc chính thức cho "Burning Gold" được đạo diễn bởi Jay Martin và ra mắt vào ngày 1 tháng 8 năm 2014.

## Biểu diễn thứ hạng
"Burning Gold" ra mắt tại vị trí thứ 39 trên bảng xếp hạng Billboard Adult Pop Songs vào tuần lễ kết thúc ngày 9 tháng 8 năm 2014.
| Bảng xếp hạng (2014)                 | Vị trí cao nhất |
| ------------------------------------ | --------------- |
| Hoa Kỳ Adult Pop Airplay (Billboard) | 25              |